# Contea di Forest (Pennsylvania)
La contea di Forest (in inglese Forest County) è una contea dello Stato della Pennsylvania, negli Stati Uniti. La popolazione al censimento del 2000 era di 4 946 abitanti. Il capoluogo di contea è Tionesta.

## Geografia
La contea si trova nella parte nord-occidentale dello Stato. Il territorio è collinare ed è drenato dai fiumi Allegheny e Clarion e dai torrenti Tionesta, Salmon e Spring. La contea di Forest comprende porzioni della Foresta nazionale di Allegheny e del Cook Forest State Park.

### Contee confinanti
- Contea di Warren - nord
- Contea di Elk - est
- Contea di Jefferson - sud
- Contea di Clarion - sud
- Contea di Venango - ovest

## Storia
La contea fu istituita nel 1848 da parte della contea di Jefferson. Fu chiamata così proprio perché nel territorio si trovano molte aree boschive.

## Centri abitati[4]
L'unico borough è Tionesta, il capoluogo.

### Township
- Barnett
- Green
- Harmony
- Hickory
- Howe
- Jenks
- Kingsley
- Tionesta